# Novoselivka, Orihiv
Novoselivka (în ucraineană Новоселівка) este localitatea de reședință a comunei Novoselivka din raionul Orihiv, regiunea Zaporijjea, Ucraina.

## Demografie
Componența lingvistică a localității Novoselivka
     Ucraineană (97,22%)
     Rusă (2,59%)
     Alte limbi (0,19%)
Conform recensământului din 2001, majoritatea populației localității Novoselivka era vorbitoare de ucraineană (97,22%), existând în minoritate și vorbitori de rusă (2,59%).